# Озадівка
Оза́дівка — село в Україні, у Бердичівському районі Житомирської області. Населення становить 961 особу.

## Географія
Селом протікає річка Гнилоп'ятка.

## Історія
У 1906 році село Озадівської волості Житомирського повіту Волинської губернії. Відстань від повітового міста 51 верст, дворів 171, мешканців 1058.
Під час організованого радянською владою Голодомору 1932—1933 років померло щонайменше 265 жителів села.

## Населення
Згідно з переписом УРСР 1989 року чисельність наявного населення села становила 626 осіб, з яких 275 чоловіків та 351 жінка.
За переписом населення України 2001 року в селі мешкало 1015 осіб.

### Мова
Розподіл населення за рідною мовою за даними перепису 2001 року:
| Мова       | Відсоток |
| ---------- | -------- |
| українська | 96,96 %  |
| російська  | 2,94 %   |